# F.C. United of Manchester
FC United of Manchester – angielski klub piłkarski założony 21 czerwca 2005 przez 2500 kibiców Manchesteru United, którzy strajkowali przeciwko przejęciu MU przez amerykańskiego miliardera Malcolma Glazera.
Nazwa klubu została wybrana w publicznym głosowaniu, w którym mógł wziąć udział każdy sympatyk twierdzący, że "Czerwone Diabły" rządzone przez Amerykanina "stracą swoją duszę i charakter". Wśród odrzuconych nazw były między innymi FC Manchester Central, AFC Manchester 1878 i Newton Heath FC (pierwotna nazwa klubu, który przeistoczył się w Manchester United). FC United of Manchester zadebiutował w sezonie 2005/2006 w angielskiej X lidze (North West Counties League Division Two), następnie co sezon uzyskiwał awans, dzięki czemu w sezonie 2008/2009 rozpoczął grę w VII lidze (Northern Premier League Premier Division). W sezonie 2012/2013 zespół zajął w tej lidze 3. miejsce i awansował do finału rundy play-off. W sezonie 2014/15 klub wygrał ligę i awansował do National League North (VI liga)

## Skład na 19 grudnia 2013
| Nr | Poz. | Piłkarz        |
| -- | ---- | -------------- |
|    | BR   | James Spencer  |
|    | BR   | Ed Wilczynski  |
|    | OB   | Jon Worsnop    |
|    | OB   | Liam Brownhill |
|    | OB   | Tom Davies     |
|    | OB   | Adam Jones     |
|    | OB   | Lee Neville    |
|    | OB   | Nick Swirad    |
|    | OB   | Charlie Raglan |
|    | OB   | Dean Stott     |
|    | OB   | Amjad Iqbal    |
|    | PO   | Dave Birch     |
|    | PO   | Rhodri Giggs   |

| Nr | Poz. | Piłkarz             |
| -- | ---- | ------------------- |
|    | PO   | Sergio Rodriguez    |
|    | PO   | Matthew Tierney     |
|    | PO   | Christopher Worsley |
|    | PO   | Jerome Wright       |
|    | PO   | Greg Daniels        |
|    | PO   | Joe Fox             |
|    | NA   | Tom Greaves         |
|    | NA   | Lewis Lacy          |
|    | NA   | Nelson Mota         |
|    | NA   | Astley Mulholland   |
|    | NA   | Mike Norton         |
|    | NA   | Matthew Walwyn      |
|    |      | Callum Byrne        |